# Die Töchter des chinesischen Gärtners
Die Töchter des chinesischen Gärtners (Original: Les Filles du botaniste) ist ein französisch-kanadischer Spielfilm von Regisseur Dai Sijie aus dem Jahr 2006, der von der verbotenen Liebesbeziehung zweier Frauen in der Volksrepublik China der 1980er Jahre handelt, einer Ära, in der Homosexualität offiziell geächtet wurde und als abartig und staatsfeindlich galt. Der Film kam am 28. Juni 2007 in die deutschen Kinos.

## Handlung
Li Min, eine junge Frau, die in einem Waisenhaus lebt, erhält die Chance, ein sechswöchiges Praktikum bei dem renommierten Botanik-Professor Chen zu absolvieren. Der Professor, ein Spezialist für Heilkräuter, wohnt mit seiner 20-jährigen Tochter An isoliert auf einer kleinen Insel, umgeben von einer exotischen Pflanzenwelt mit allerlei tropischen Gewächsen.
Als Li den Professor in seinem botanischen Garten aufsucht, muss sie schnell feststellen, dass Chen ein strenger Despot ist, der sich ihr gegenüber bei den kleinsten Fehlern unerbittlich zeigt. Mit der gleichaltrigen Tochter An hingegen, die ebenfalls unter der Autorität des Professors leidet, freundet sie sich schnell an. Die beiden kommen sich bald näher und aus anfänglicher Sympathie wächst Zuneigung, die in erotischer Anziehung und schließlich in homosexueller Leidenschaft endet. Zur Tarnung ihrer geheimen Liebe nimmt Li auf Ans Anraten den Heiratsantrag von Ans ahnungslosem Bruder Dan an, einem in Tibet stationierten Soldaten, der für ein paar Tage seinen Vater besucht. Die Heirat wird es Li gestatten, so der Plan von An, bei ihr im Garten zu bleiben, da sie als Frau eines einfachen Soldaten nicht an seinen Einsatzort ziehen darf.
An gelingt es nicht, ihre Gefühle für Li zu verbergen, sodass ihr Vater die wahre Tiefe der Beziehung zwischen den Freundinnen ahnt. Li ihrerseits wird während ihrer Hochzeitsreise von Dan misshandelt, nachdem er festgestellt hat, dass seine Frau nicht jungfräulich in die Ehe gegangen ist. Gepeinigt und verstört kehrt Li anschließend zu An zurück. Für die beiden beginnt eine kurze Phase des Glücks, bis der herzkranke Professor die beiden beim Liebesspiel überrascht. Wutentbrannt will er Li mit einer Machete angreifen, wird aber von seiner Tochter mit einer Schaufel niedergeschlagen und erleidet einen Infarkt, an dessen Folgen er im Krankenhaus verstirbt.
Die beiden Frauen werden verhaftet und in einem öffentlichen Verfahren aufgrund „gesellschaftsschädigenden Treibens“ und „perverser Motive“, die zum Tod des Professors geführt hätten, zum Tode verurteilt. Der Film endet mit dem Ausstreuen der sterblichen Überreste der beiden in einem See.

## Produktionsnotizen
Mit Die Töchter des chinesischen Gärtners verfilmte der in Frankreich lebende chinesische Schriftsteller, Drehbuchautor und Regisseur Dai Sijie eine Filmidee, die er beim Lesen eines Zeitungsartikels über ein zum Tode verurteiltes lesbisches Paar bekam. „Zwei junge Frauen, die in der gleichen Fabrik arbeiteten, wurden zum Tode verurteilt und zudem noch verdächtigt, den Vater ermordet zu haben. Das hat uns inspiriert“. Sein Film, für den er gemeinsam mit Nadine Perront auch das Szenarium entwickelte, lehnt sich dabei nicht an den Bericht in der chinesischen Tageszeitung an, sondern erzählt eine eigene fiktive Geschichte über eine Justiz mit überkommenen Moralvorstellungen im China der 1980er Jahre.
Dai Sijie greift mit dem Thema des Films ein Tabu der chinesischen Öffentlichkeit auf, das sich auch im heutigen China so oder so ähnlich abspielen könnte. Denn obwohl sich im Vergleich zu den 1980er Jahren die Rechtslage in China änderte – 1997 wurde das Strafgesetzbuch novelliert und vier Jahre später Homosexualität von der offiziellen Liste der Geisteskrankheiten gestrichen – gilt gleichgeschlechtliche Liebe weiterhin als abnorm. Vorher galt Homosexualität als obszönes Verbrechen, das öffentliche Demütigungen, Handgreiflichkeiten und langjährige Haftstrafen bis zur Hinrichtung nach sich ziehen konnte. So verwundert es auch weiterhin nicht, dass chinesische Produzenten das Risiko scheuten und eine Zusammenarbeit verweigerten. Des Weiteren erhielt Dai Sijie in China keine Dreherlaubnis und musste den Film stattdessen in Vietnam drehen. Die chinesische Zensur zwang ihn zu diesem Schritt mit dem jüngsten Leitfaden der staatlichen Filmaufsichtbehörde, wonach homosexuelle Inhalte „der gesunden Lebensweise in China zuwider laufen“.
In der Hauptrolle der Chen An war ursprünglich die chinesische Schauspielerin und Sängerin Zhou Xun vorgesehen, die schon in Sijies Erstlingswerk Balzac und die kleine chinesische Schneiderin mitwirkte, jedoch kurzfristig die Mitarbeit versagte. Stattdessen wurde die chinesische Schauspielerin Li Xiaoran verpflichtet, die vor allem mit Seifenopern in ihrem Heimatland populär wurde, sowie die französische Schauspielerin Mylène Jampanoï.

## Kritiken
„Etwas zu vorhersehbar und steif sind die Szenen hier aneinander gereiht. Nun mag das Statuarische ein Merkmal östlicher Erzählweisen sein. Doch Daï Sijie verfährt hier längst nicht so konsequent wie sein taiwanesischer Kollege Tsai Ming-liang, der 2001 in What time is it there jede Szene mit völlig unbewegter Kamera aufnahm und dadurch Stil bewies. Bei Daï Sijie geht die Kunstanstrengung dieses Mal nicht über das Anliegen der Menschenfreundlichkeit hinaus.“

„Das klingt nicht nur simpel und schwülstig, das ist es auch. Dai Sijies Die Töchter des chinesischen Gärtners ist zu Film gewordener Poesiealbumskitsch. Daran kann auch das tragische Ende der Geschichte nichts ändern. Im Gegenteil, wenn das Liebespaar schließlich wegen ihrer ‚krankhaften sexuellen Neigungen‘ vor Gericht steht, wirkt die Szenerie genauso abgeschmackt wie alles andere zuvor. Ihr drohendes Todesurteil ist auch das des Films.“

„So stimmig und bildgewaltig die romantische Liebesgeschichte, zu der Sijie durch eine kurze Zeitungsnotiz über die Todesstrafe eines lesbischen Paars inspiriert wurde, in all seiner farbigen Blütenpracht auch sein mag, kann sich die politische Dimension des Films nicht dem Vorwurf einer gewissen Schwarz-Weiß-Malerei entziehen. Zu drastisch und unmittelbar sind die Einbrüche häuslicher und staatlicher Gewalt geraten, sodass der angestrebte Eindruck von Authentizität durch den zwiespältigen Blick auf die ursprüngliche Heimat getrübt wird.“

## Auszeichnungen
Auf dem World Film Festival in Montreal erhielt der Film 2006 den Publikumspreis sowie den Preis für den „besten künstlerischen Beitrag“.